# Robert-Aloys Mooser
Robert-Aloys Mooser (Genève, 20 septembre 1876 – Genève, 24 août 1969), est un musicologue et critique musical suisse. Il est l'auteur d'ouvrages de référence sur l'histoire de la musique russe.

## Biographie
Robert-Aloys Mooser est le petit-fils du célèbre facteur d'orgues Aloys Mooser (1770–1839). Son père, Jean-Louis (1830-1903), était pianiste et sa mère, Julia Zapolskaya, était d'origine russe. Il apprend le russe dans son enfance. Il apprend la musique de son père (piano et harmonie) et l'orgue avec Otto Barblan à Genève. En 1896, Mooser se rend en Russie et travaille pendant dix ans à Saint-Pétersbourg comme critique musical pour la publication de langue française, le Journal de Saint-Pétersbourg. Il est également organiste à l'église réformée française, collecte des autographes musicaux et entame de longues années d'études sur la musique russe aux archives de la ville. Il prend également des cours avec Balakirev et Rimski-Korsakov.
En 1909, Mooser rentre en Suisse et, jusqu'en 1962, il est critique musical du journal genevois La Suisse, et pendant quelque temps son rédacteur en chef. En 1915, il fonde un cycle consacré à la musique contemporaine, Les auditions du jeudi.
Les articles de Mooser pour La Suisse ont été rassemblés dans une publication en quatre volumes, successivement : Regards sur la musique contemporaine : 1921—1946, Panorama de la musique contemporaine : 1947–1953, Aspect de la musique contemporaine : 1953–1957 et Visage de la musique contemporaine : 1957–1961. En 1922, il fonde et dirige (jusqu'en 1944) la revue musicale, Dissonances, dont il est également rédacteur.
Ses travaux principaux sont Annales de la musique et des musiciens en Russie au xviiie s. (1951) et Visage de la musique contemporaine (1962), ainsi que de nombreux articles sur divers thèmes musicologiques. Avec Robert Godet, il traduit le livret de l'opéra Boris Godounov en français.

## Hommages
En 1932, il reçoit la Médaille d’argent « Genève reconnaissante » à la suite du don de ses archives musicales à la Bibliothèque de Genève.
En 1957, il reçoit le titre de Docteur honoris causa de l'Université de Genève.

## Œuvre
- L'Opéra-comique français en Russie au XVIIIe siècle : contribution à l'histoire de la musique russe, Genève, René Kistner 1932 ; 2e éd. 1955 (OCLC 164765520)
- Violonistes-compositeurs italiens en Russie au XVIIIe siècle, Milan 1938–1950
- Opéras, intermezzos, ballets, cantates, oratorios joués en Russie durant le XVIIIe siècle, Genève 1945 ; 2e éd. Bärenreiter 1955 (OCLC 1328977)
- Regards sur la musique contemporaine : 1921—1946, Lausanne 1946 — préface d'Arthur Honegger
- Annales de la musique et des musiciens en Russie au XVIIIe siècle, 3 vols. Genève, Mont-Blanc 1948–1951
  - Des origines à la mort de Pierre III (1762) (OCLC 769878733)
  - L'époque glorieuse de Catherine II (1762-1796) (OCLC 912101126), (BNF 32463949)
  - Au XVIIIe siècle, 1796-1801 (OCLC 630710422)
- Panorama de la musique contemporaine : 1947–1953, Genève 1953
- Aspect de la musique contemporaine : 1953–1957, Genève, Labor et fides 1957 (OCLC 459648257) — Préface d'Émile Vuillermoz
- Visage de la musique contemporaine : 1957–1961, Paris, Éditions Julliard 1962
- Deux violonistes genevois, Gaspard Fritz (1716–1783) et Christian Haensel (1766–1850), Genève, Éditions Slatkine 1968
- Correspondance Ernest Ansermet, R.-Aloys Mooser : 1915-1969, Genève, Georg 1983 (OCLC 10431840) — suivi d'un Hommage à Ernest Ansermet, par R.-Aloys Mooser (1969).
- Souvenirs : Genève 1886-1896, Saint-Pétersbourg 1896-1909, Genève, Georg 1994 (OCLC 231675655)